# العلاج بالكريستال

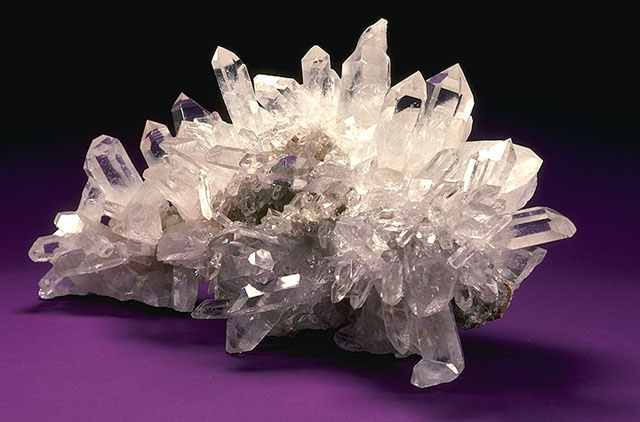
بلورات الكوارتز المستخدمة بكثرة في العلاج بالكريستال

العلاج بالكريستال هو إحدى الوسائل الزائفة للطب البديل التي تستخدم الاحجار والبلورات مدعية احتواءها على قوى شفائية. رغم عدم وجود أي دليل علمي على ذلك.
ترتكز الطريقة على علم زائف آخر وهو ما يعرف بالشاكرات وخرافاتها بخصوص حقول الطاقة وتجميع الطاقة بشكل معين حول الجسم بواسطة الكريستالات.رغم ذلك فالتحقيقات العلمية لم تصادق على أي من ادعاءات الشاكرات أو حقول الطاقة أو وجودها، أو وجود أي دليل على ان الكريستالات لها أي تأثير يفوق تأثير العلاج بالوهم (البلاسيبو).

## التطبيقات
مروجي العلاج بالكريستال يختارون كريستالات بالوان مختلفة مؤمنين ان فيها جودة ما ورائية تختلف بحسب موضعها من الجسم.
لقرون، استخدمت بلورات الكريستال والأحجار الكريمة الأخرى للشفاء السحري (كما يُزعم) والقوى الخارقة الباطنية. واستمر هذا الاعتقاد اليوم بين السحرة ومعالجي العصر الحديث، على الرغم من أنه لا يقوم سوى على الشهادات، وتأثير العلاج الوهمي (البلاسيبو)، والتفكير الانتقائي، والتمني، والتصديق غير الموضوعي، والسحر العاطفي، وتأييد العامة.
لا يوجد أي دليل علمي على أن البلورات هي قنوات من طاقات سحرية مفيدة لتضميد الجراح أو العلاج أو الحماية، أو الإخبار عن المستقبل
يمكن دحض الاعتقاد بخصوص القوى السحرية للبلورات والأحجار الكريمة استنادا إلى نقص المعرفة العلمية في هذا المجال.

## الاستخدامات الثقافية
هناك ثقافات عديدة طورت تقاليد العلاج بالكريستال مثل الهنود الحمر في اريزونا وسكان هاواي الاصليين، كما ان للصينيين اعتقادات مشابهة.
حديثاً الدرع الكهروبيولوجي من الكريستالات اخترع بواسطة مقوم العظام تشارلز براون في مونتانا، بعد ان ادعى أنه سمع أصواتا في رأسه، وكانت لديه رؤى  لكيفية ترتيب البلورات في شكل صحن طائر من أجل توفير الحماية. تباع دروعه الكهروبيولوجية اليوم في اماكن عديدة باسعار تتراوح بين 139 دولار إلى أكثر من ألف دولار. شيري بلير زوجة رئيس الوزراء السابق في المملكة المتحدة، ترتدي واحدة من هذه المعلقات السحرية.

## النقد
لا يوجد أي دليل على أي فعالية للكريستال في الشفاء وهي تعتبر علماً زائفاً بالنظر لمحاولتها الاصطباغ بصبغة العلم، ولم يثبت لها أي فاعلية تفوق العلاج بالوهم.
عام 1999 قام الباحثان فرينتش وويليامس بدراسة للتحقيق بالقدرة الشفائية للكريستالات مقارنة بالوهم حول 80 متطوع سُئلوا ان يخضعوا للعلاج بواسطة كريستالات الكوارتز أو حجر وهمي (بلاسيبو) لم يكن يختلف بشكله عن الكوارتز. العديد من المشاركين ابلغوا انهم شعروا بتأثير الكريستال رغم انهم كانوا يخضعون للعلاج بالبلاسيبو. واعاد فرينتش الدراسة مرة ثانية في 2001 مع اودونيل وويليامس مع متغيرات أخرى وحصلوا على نفس النتائج.
يساهم الانحياز المعرفي للمشاركين في اظهار الفعالية المزعومة للاحجار.
كأي وسيلة غير علمية فإن العلاج بالكريستال خطير جداً وقد يكون مميتاً لانه يسبب اعتماد المرضى عليه واهمال الطرق المثبتة علمياً في الطب والابتعاد عنها مما يؤدي إلى تأخير وقت علاجه وتعرضه لزيادة المرض أو الوفاة.